# الجزيرة الخضراء (تايوان)

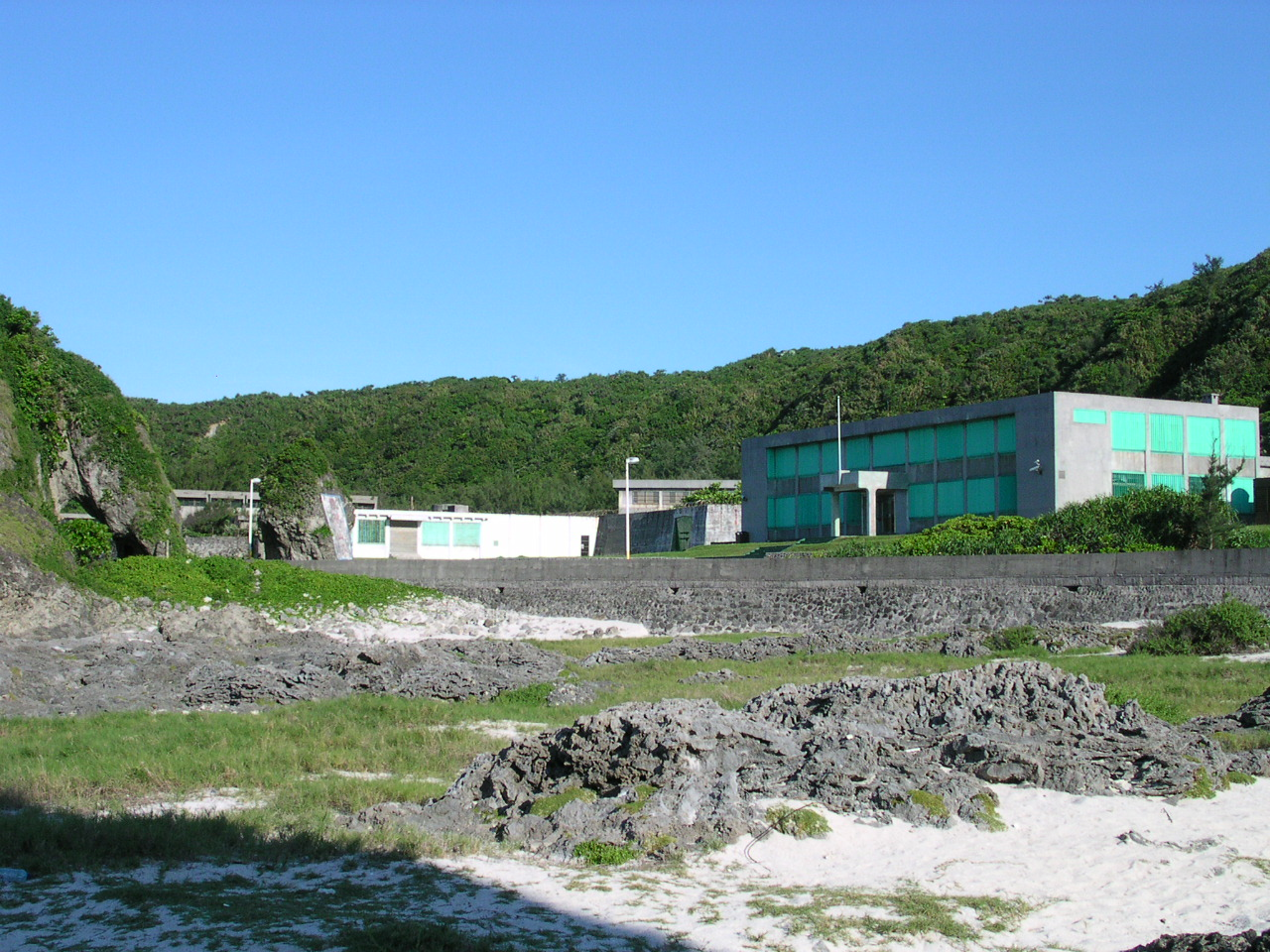
قرية الواحة.

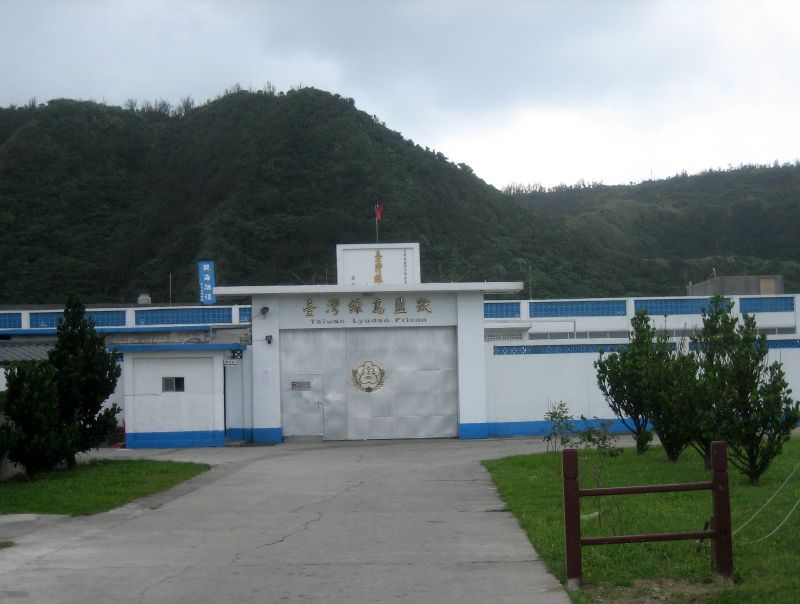
سجن الجزيرة الخضراء.

الجزيرة الخضراء بتيوان هي جزيرة بركانية صغيرة في المحيط الهادئ وتبعد حوالي (33) كيلومتراً من الساحل الشرقي لتيوان.